# Diyorbek Oʻrozboyev
Diyorbek Oʻrozboyev z cyrilice Dijorbek Urozbojev (* 17. srpna 1993) je uzbecký zápasník–judista a sambista, bronzový olympijský medailista z roku 2016.

## Sportovní kariéra
Pochází z uzbecké oblasti Chórezmu. Připravuje se v Taškentu pod vedením Jamshida Khudayberganova. V roce 2016 startoval na olympijských hrách v Riu. Po čtvrtfinálové porážce od Kazacha Jeldose Smetova později postoupil do boje o třetí místo s Gruzíncem Amiranem Papinašvilim a získal bronzovou olympijskou medaili.

### Vítězství
- 2016 - 1x světový pohár (Tbilisi)

## Výsledky
| Olympijské hry    |     | — |     |     |    | 3. |    |  |  |  |  |  |  |  |  |  |  |  |  |  |  |  |  |
| Mistrovství světa | —   |   | úč. | úč. | 7. |    | 3. |  |  |  |  |  |  |  |  |  |  |  |  |  |  |  |  |
| Asijské hry       |     |   |     | —   |    |    |    |  |  |  |  |  |  |  |  |  |  |  |  |  |  |  |  |
| Mistrovství Asie  | —   | — | —   |     | —  | 2. | —  |  |  |  |  |  |  |  |  |  |  |  |  |  |  |  |  |
| MS juniorů        | úč. |   | 2.  |     |    |    |    |  |  |  |  |  |  |  |  |  |  |  |  |  |  |  |  |